# 紫花忍冬
紫花忍冬（学名：Lonicera maximowiczii）是忍冬科忍冬属的植物。分布在朝鲜、远东地区以及中国大陆的山东、吉林、辽东半岛、黑龙江等地，生长于海拔800米至1,800米的地区，一般生长在林中以及林缘，目前尚未由人工引种栽培。

## 异名
- Lonicera maximowiczii (Rupr.) Regel var. sachalinensis Fr. Schmidt